# جاسمينا بيرازيتش
جاسمينا بيرازيتش (بالإنجليزية: Jasmina Perazić)‏ مواليد 6 ديسمبر 1960 في نوفي ساد، جمهورية يوغوسلافيا الاشتراكية الاتحادية، هي لاعبة كرة سلة أمريكية معتزلة أصبحت مدربة. بدأت مسيرتها الاحترافية في سنة 1974. مثلت منتخب بلادها. شاركت في دورة الألعاب الأولمبية الصيفية سنة 1980. حققت المركز الأول في الألعاب الجامعية الصيفية 1987. اعتزلت اللعب في 2000. لعبت مع نادي فوجدوفاك لكرة السلة للسيدات ونيويورك ليبرتي.

## سجل المنافسة
شاركت في المنافسات التالية:
- الألعاب الأولمبية الصيفية 1980
- الألعاب الأولمبية الصيفية 1984
- كأس العالم لكرة السلة للسيدات 1983

## الميداليات
| الميدالية | المسابقة                       |
| --------- | ------------------------------ |
| برونزية   | الألعاب الأولمبية الصيفية 1980 |
| برونزية   | الألعاب الجامعية الصيفية 1983  |
| ذهبية     | الألعاب الجامعية الصيفية 1987  |

## روابط خارجية
- جاسمينا بيرازيتش على موقع الاتحاد الدولي لكرة السلة (الإنجليزية)
- جاسمينا بيرازيتش على موقع الاتحاد الوطني لكرة السلة النسائية (الإنجليزية)
- جاسمينا بيرازيتش على موقع كلية كرة السلة في سبورتس رفرنس.كوم (الإنجليزية)
- جاسمينا بيرازيتش على موقع بروبوليرز (الإنجليزية)
- جاسمينا بيرازيتش على موقع قاعة مشاهير كرة السلة للسيدات (الإنجليزية)
- جاسمينا بيرازيتش على موقع سبورتس رفرنس (الإنجليزية)
- جاسمينا بيرازيتش على موقع سبورتس رفرنس (الإنجليزية)
- جاسمينا بيرازيتش على موقع اللجنة الأولمبية الدولية (الإنجليزية)
- جاسمينا بيرازيتش على موقع أوليمبيديا (الإنجليزية)